# Billy Kilson
Billy Kilson (né le 2 août 1962) est un batteur et compositeur américain de jazz.

## Biographie
Billy Kilson commença la batterie à l’âge de 16 ans après avoir appris un peu le trombone et la trompette. Très tôt il est influencé par beaucoup de styles différents, jouant avec les disques de son père qui allait de Count Basie, Duke Ellington à James Brown en passant par les grands groupes funk de cette époque, Sly and the Family Stone ou Earth, Wind and Fire. À 17 ans il entend des disques de Stanley Clarke et Miles Davis sur lesquels joue le batteur Tony Williams : « J’avais l’impression qu’il était le batteur le plus innovant que j’avais entendu, j’étais fasciné par son jeu ». Consacrant tout son temps libre à la batterie il entre ensuite au Berklee College Of Music où il rencontre Alan Dawson qui devient son mentor. Il commence ensuite rapidement à se produire aux côtés de Ahmad Jamal, Walter Davis Jr, Donald Byrd et d’autres, sa carrière est alors définitivement lancée. Depuis il a joué notamment dans le quintet et le big band de Dave Holland et dans le groupe de Chris Botti,.

## Discographie sélective
En solo
- While Ur Sleeping (2000)
- Pots & Pans (2006)

Avec Dave Holland
- Points of View (1998)
- Prime Directive (2000)
- Not for Nothin' (2001)
- What Goes Around (2002)
- Extended Play: Live at Birdland (2003)
- Overtime (2005)